# Alphonse Constantin
Alphonse Costantin (Luik, 17 mei 1949) is een gewezen Belgische voetbalscheidsrechter. Nadien was hij eveneens een tijdje de algemeen directeur van voetbalclub Standard Luik.

## Carrière
Alphonse Costantin was een scheidsrechter die in de Belgische eerste klasse wedstrijden floot. Hij was vooral actief eind jaren 80 en begin jaren 90. In 1992 werd hij voor de eerste keer uitgeroepen tot Scheidsrechter van het Jaar. Die trofee sleepte hij een jaar later voor de tweede keer op rij in de wacht. Costantin leidde ook verscheidene internationale wedstrijden, zoals de Europacup II-wedstrijd Avenir Beggen - Hamburger SV in 1987/88.
Beroepsmatig was Costantin sinds 1978 als advocaat werkzaam in Luik. Later combineerde hij dat met een functie in het onderwijs. Van februari 2002 tot januari 2003 was hij eveneens de algemeen directeur van Standard Luik. Hij werd er opgevolgd door Pierre François, eveneens een advocaat. Nadien ging hij aan de slag bij voetbalclub UR Namur.

## Statistieken
| Internationale wedstrijd  | # |
| ------------------------- | - |
| Vriendschappelijk         | 2 |
| Europacup I               | 1 |
| Europacup II              | 1 |
| UEFA EK kwalificatie 1988 | 1 |
| UEFA EK kwalificatie 1992 | 2 |
| FIFA WK kwalificatie 1990 | 1 |
| FIFA WK kwalificatie 1994 | 1 |
| Totaal                    | 9 |